# Колодезнянский сельский совет (Харьковская область)
Колодезнянский сельский совет — входит в состав 
Двуречанского района Харьковской области
Украины.
Административный центр сельского совета находится в 
селе Колодезное.

## История
- 1943 — дата образования.

## Населённые пункты совета
- село Колодезное
- село Новоужвиновка
- село Обуховка
- село Отрадное

### Ликвидированные населённые пункты
- село Мальцевка
- село Соновка